# الزقوم، حماة
الزقوم (به عربی: الزقوم) یک روستا در سوریه است که در ناحیه زیاره واقع شده‌است. الزقوم ۹۱۳ نفر جمعیت دارد.